# Котка
Котка (фин. Kotka) је град у Финској, у јужном делу државе. Котка је највећи град округа Кименска Долина (али не и седиште, што је Коувола), где град са окружењем чини истоимену општину Котка.

## Географија
Град Котка се налази у јужном делу Финске. Од главног града државе, Хелсинкија, град је удаљен 135 км источно.
Рељеф: Котка се сместила у југоисточном делу Скандинавије, у историјској области Финска нова земља. Подручје града је равничарско до брежуљкасто, а надморска висина се креће око 5-10 м.
Клима у Котки је континентална, мада је за ово за финске услова блажа клима због утицаја Балтика. Стога су зиме нешто блаже и краће, а лета свежа.
Воде: Котка се развила на североисточној обали Балтичког мора (Фински залив), тачније на ушћу реке Кимијоки у море. Ова река је једна од најзначајнијих у држави. Захваљујући овоме, Котка је једна друга по важности лука у Финској.

## Историја
Претеча данашњег града била је тврђава Роченсалм, која првобитно била шведска, а касније руска. Котка се као насеље почела развијати у 19. веку, па је добила градска права 1879. године.
Последњих пар деценија град се брзо развио у савремено градско насеље јужног дела државе.

## Становништво
Према процени из 2012. године у Котки је живело 52.922 становника, док је број становника општине био 54.849.
| 1980.  | 1990.  | 2000.  | 2012.  |
| ------ | ------ | ------ | ------ |
| 30.038 | 52.575 | 51.587 | 49.813 |

Етнички и језички састав: Котка је одувек била претежно насељена Финцима са малом шведском заједницом. Последњих деценија, са јачањем усељавања у Финску, становништво града је постало шароликије. По последњим подацима преовлађују Финци (94,4%), присутни су и у веома малом броју Швеђани (1,0%), док су остало усељеници. Од новијих усељеника посебно су бројни Руси.

## Галерија
- Лука у Котки, друга по важности у Финској
- Здање општине
- Главна протестантска црква у граду
- Православна Црква светог Николе